# Subsidência

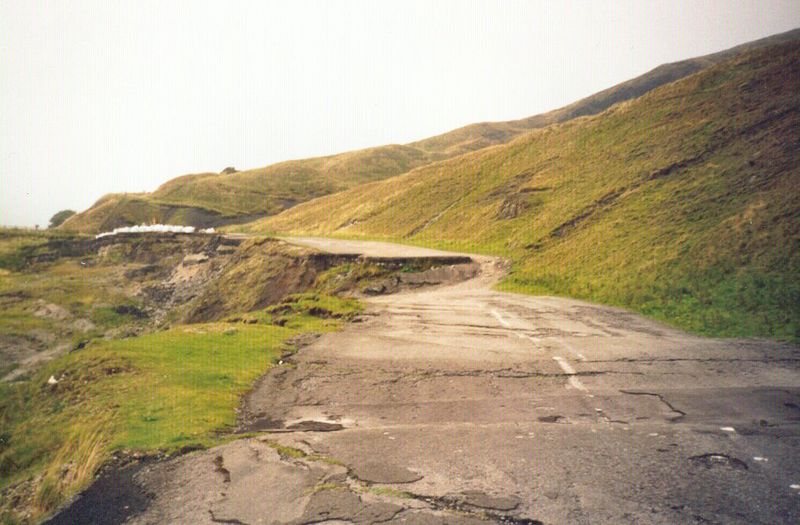
Subsidência

Subsidência (ou ainda abatimento), em geologia, geografia e topografia, refere-se ao movimento de uma superfície (geralmente a superfície da Terra) à medida que ela se desloca para baixo relativamente a um nível de referência, como seja o nível médio do mar. O oposto de subsidência é o levantamento tectónico, que resulta em um aumento geral da elevação.
Vários tipos de mineração sub-superficial, e especificamente métodos que intencionalmente causam o colapso do vácuo extraído (como a extração de pilares, mineração longwall e qualquer mineração  mineração metalífera O método que usa "caving", como "caving de bloco" ou "cavitação de subnível", resultará em subsidência de superfície. A subsidência induzida pela mineração é relativamente previsível em sua magnitude, manifestação e extensão, exceto quando ocorre um colapso súbito de pilares ou subterrâneos próximos da superfície (usualmente trabalhos muito antigos)

## Tipos
São tipos de subsidência na superfície terrestre:
- Subsidência por colapso — Ocorre comumente em cavidades feitas pelo Homem, como túneis, poços e pedreiras subterrâneas. Também é frequente em terrenos de karst, em que a dissolução do calcário causada pelo fluxo de água subterrânea leva à formação de grutas. Se a resistência da rocha que constitui as paredes destas cavidades diminui substancialmente, pode ocorrer o seu colapso com consequente movimento dos materiais que se encontram por cima em direcção à cavidade, causando subsidência à superfície. Este tipo de subsidência pode resultar na formação de algares que podem ter centenas de metros de profundidade, criando áreas de isolamento ecológico onde podem eventualmente evoluir novas espécies de plantas e animais.
- Subsidência por falhamento — Quando existem tensões diferenciais na Terra, esta podem ser libertadas por falhamento geológico da crusta frágil, ou por fluxo dúctil no manto, mais quente e fluido. Em zonas de falhamento, pode ocorrer subsidência absoluta no bloco do muro de falhas normais. De igual modo, em falhas inversas, pode ocorrer subsidência relativa no bloco de tecto.
- Subsidência por contracção térmica da litosfera — Quando ocorre estiramento da litosfera, talvez devido a fenómenos de slab-pull, a litosfera adelgaça e o espaço assim criado é preenchido por astenosfera quente. Este facto, por seu lado, causa o aquecimento da crusta e a dilatação térmica dos materiais seus constituintes. Com o tempo, o calor dissipa-se por radiação a partir da superfície terrestre e o gradiente térmico diminui. À medida que a temperatura baixa, a litosfera contrai-se, muitas vezes causando subsidência à superfície. À escala da litosfera (~100 km), os efeitos isostáticos têm que ser levados em conta, uma vez que a astenosfera quente, tende a comportar-se como um fluido à escala do tempo geológico.
- Subsidência por ressalto isostático — A crusta flutua sobre a astenosfera, com uma parte do seu volume imersa que é proporcional ao quociente de densidades da crusta e da astenosfera. Se for adicionada massa à crusta (por exemplo, por deposição de sedimentos), pensa-se que a crusta sofre subsidência minúscula de compensação, mantendo-se o equilíbrio isostático.
- Subsidência causada pela extracção de fluidos ou gases — Se for extraído gás natural de um campo de gás, a pressão inicial (de até 600 bar) no campo, diminuirá com o tempo. Esta pressão de gás é também responsável pelo suporte do solo acima do campo de extracção, e se essa pressão diminui, a pressão do solo aumenta e inevitavelmente ocorre subsidência à superfície. Desde o início da exploração do campo de gás de Slochteren, Países Baixos em finais da década de 1960, o nível do solo baixou até ao momento cerca de 30 cm, numa área de cerca de 250 km². Este tipo de subsidência pode também ocorrer por extracção de outros recursos como o petróleo e água subterrânea. Exemplos de subsidência por diminuição da quantidade de água no solo são a subsidência de grande parte da Cidade do México e de zonas situadas à superfície sobre o Aquífero de Ogallala, nos Estados Unidos.